# 오를리스타트
오를리스타트(Orlistat), 또는 올리스(Orlis)라고도 불리는 이 약물은 비만을 치료하기 위해 사용되는 약물이다. 수많은 국가에서 로슈의 상표명 제니칼(Xenical)로 잘 알려져 있으며 미국과 영국에서 글락소스미스클라인의 일반의약품 상표명 알리(Alli)로 알려져 있다. 
위장관 및 췌장 리파제를 억제하는 약리학적 작용을 통해 식이성 지방의 흡수를 차단한다. 올리스는 지방분해효소의 활성 부위에 공유결합하여 효소의 기능을 불활성화시키는 메커니즘을 가지고 있으며, 이로 인해 섭취한 지방의 약 30%가 소화되지 않고 체외로 배출된다.

## 작용 메커니즘
올리스는 다음과 같은 메커니즘으로 작용한다:
- 위장관 및 췌장 리파제의 세린 잔기에 공유결합하여 효소의 활성을 억제한다
- 지방분해효소가 중성지방을 지방산과 모노글리세리드로 분해하는 과정을 방해한다
- 소화되지 않은 중성지방은 장에서 흡수되지 못하고 대변으로 배출된다
- 전신 순환에 거의 흡수되지 않아 주로 위장관 내에서 국소적으로 작용한다

## 체중 관리 효과
올리스는 체중 관리에 다음과 같은 영향을 미친다:
- 식이 지방의 흡수를 약 30% 감소시켜 실질적인 칼로리 섭취를 줄인다
- 저칼로리 식이요법과 병행 시 위약 대비 2-3배 더 많은 체중 감량을 유도할 수 있다
- 장기간 사용 시 복부 지방 감소와 허리둘레 감소 효과가 나타난다
- 체중 감량 후 체중 유지에도 효과적이다

## 오를리스타트(올리스)의 장점
오를리스타트 사용의 장점은 다음과 같다.
¹ 효과적인 지방 차단: 오를리스타트는 소화효소의 활성 부위에 직접 결합하여 강력한 지방 흡수 억제 효과를 제공한다. 이를 통해 섭취한 지방의 최대 30%까지 체외 배출을 촉진함으로써 일일 약 200-500kcal의 실질적인 칼로리 감소 효과를 가져온다.
² 대사 건강 개선: 오를스타트의 지속적인 사용은 체중 감량뿐 아니라 혈중 지질 프로필 개선에도 기여한다. 총 콜레스테롤, LDL 콜레스테롤, 중성지방 수치 감소와 인슐린 감수성 향상이 임상적으로 확인되어 심혈관 위험 요소의 전반적 감소를 도울 수 있다.
³ 식후 혈당 안정화: 지방 흡수 지연으로 인해 음식물의 위 배출 시간이 길어지면서 탄수화물의 흡수 속도 역시 간접적으로 영향을 받는다. 이로 인해 식후 혈당 상승이 완만해지고, 특히 제2형 당뇨 위험이 있는 사람들에게 추가적인 대사 이점을 제공할 수 있다.

[1] 오를리스타트(올리스)의 약리학적 작용 기전 연구 [2] 비만 치료에서 리파제 억제제의 역할 [3] 오를리스타트의 임상적 효능과 안전성 평가 [4] 지방 흡수 억제와 대사 건강의 연관성